# Eucharassus confusus
Eucharassus confusus là một loài bọ cánh cứng trong họ Cerambycidae.